# ガオ (都市)
座標: 北緯16度16分 西経0度03分 / 北緯16.267度 西経0.050度

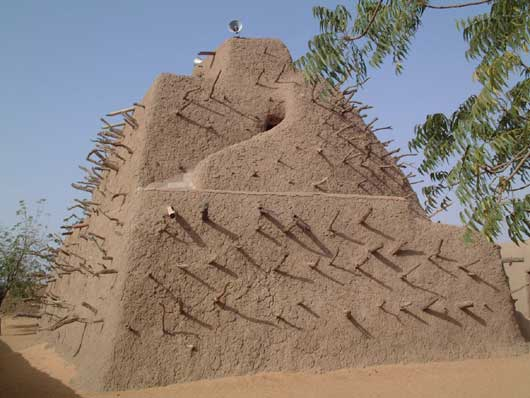
アスキアの墓

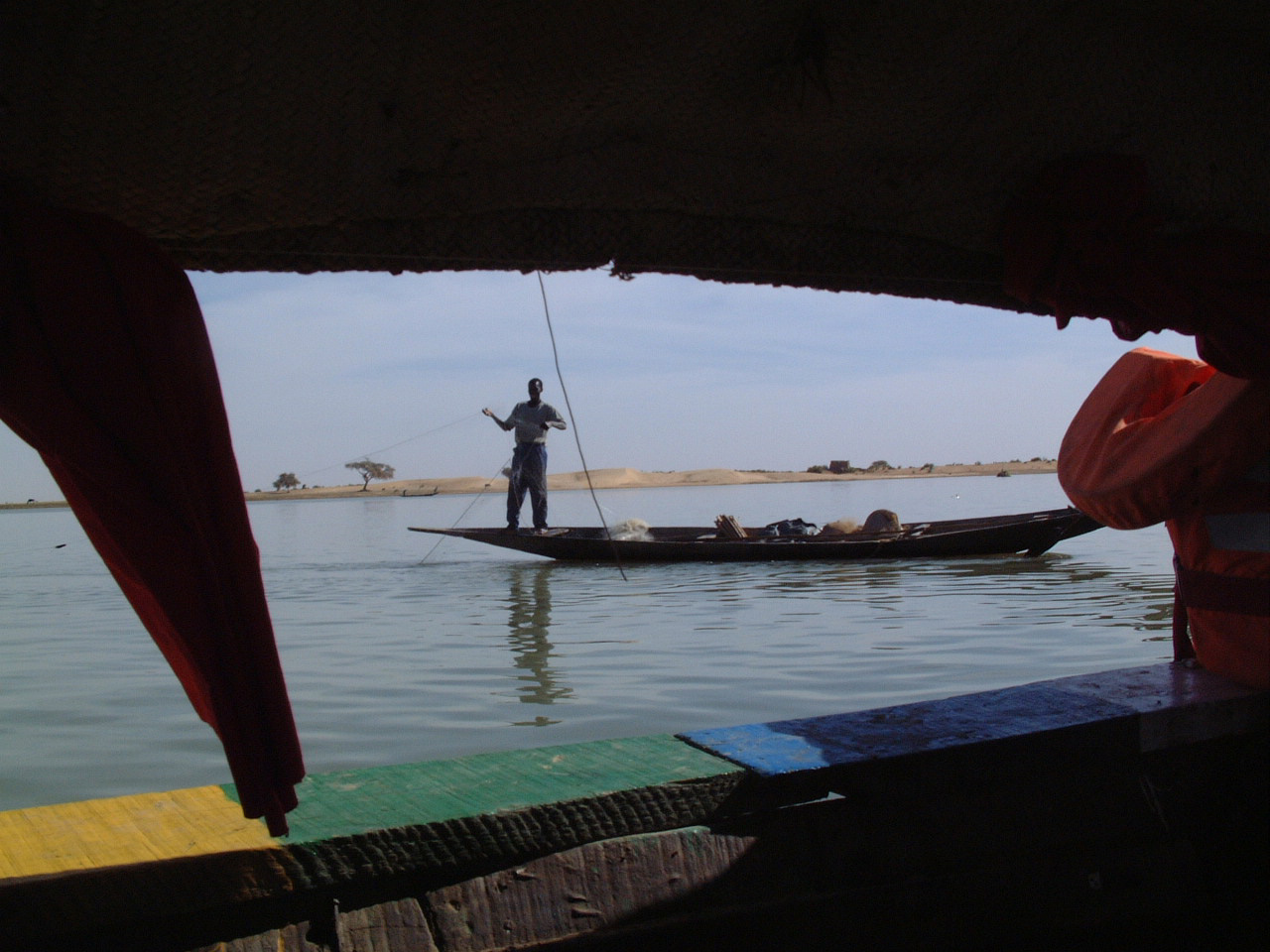
ボゾ人の漁師。

ガオ (Gao) はマリ共和国のガオ州の州都。ニジェール川沿いに位置する。2009年の人口は約8.7万人。

## 歴史
その歴史の大半において、ガオはサハラ縦断交易で栄えた交易都市トンブクトゥ、ジェンネと並ぶ貿易、学術の中心地の一つであり、ソンガイ帝国の首都であった。
7世紀前後にカウカウ (KawKaw) という名で建てられた。記録に残る都市の最初の王はツァー王朝 (en:Za Dynasty) を立てたカンダ王 (Kanda) で、ツァー王朝は後のソンガイ帝国の前身である。カンダ王はサハラ縦断交易路の商人の立ち入り及びベルベル人の居住を認め、都市の発展を確かにした。
1009年、ツァーコッソイ(Za Kossoi)がイスラムに改宗した後、交易はさらに盛んになった。
1325年、ガオはマリ帝国に制圧されるが、アリ・ゴロン (Ali Golon) によって奪回されソンガイ帝国の支配下に戻る。このころ、サハラの北東端に位置する大国エジプトがサハラ交易を再開させたことで交易ルートの東漸が起こり、ニジェール川交易の東端にあたるガオはさらに繁栄を迎えるようになった。
15世紀後期、スンニ・アリ  (en:Sonni Ali) の治世下においてソンガイ帝国はニジェール川中流域に覇を唱える大国となり、首都であるガオは7万人の人口と千隻の舟を擁するまでになった。その後もソンガイ帝国はアスキア・ムハンマド1世などの名君の治下で繁栄をつづけ、ガオは最盛期を迎えた。
しかし1591年、モロッコのサアド朝の侵略を受けてソンガイ帝国は滅亡し、都市は大きく破壊された。サハラ交易が衰えつつあったこともあり、ガオは再び栄えることなく小さな町として存続した。
20世紀初期にフランスの支配下に入ると、ニジェール川からチャド湖方面へと侵攻する拠点としてフランスが整備を行い、河港が拡張され殖民基地が設立されて、碁盤の目状に整った都市計画に従ってガオは復興を遂げ、独立後もマリ最東端の要衝としてマリ北部の中心都市となっている。
2000年代に入ると、マリ国内に流入するイスラム系武装組織の流入があり、治安が悪化した。
2011年4月には、AQIMの手によりアルジェリアの外交官7人が誘拐され、うち1名が死亡した。
2012年4月6日にマリ反政府勢力アザワド解放民族運動 (MNLA) が一方的に独立宣言したアザワド（国際的に未承認）の暫定首都がおかれたが、同年6月27日のMNLAとイスラム軍事組織アンサル・ディーン間の戦闘の結果、MNLAはガオより駆逐され、アンサル・ディーンがガオなどマリ北部を支配下に収めたと宣言した。
2013年1月には、マリ国内のイスラム系武装組織に対して、フランスが軍事介入（セルヴァル作戦）。ガオも武装組織の拠点として、ミラージュ戦闘機による限定的な空爆を受けた。

## 文化
現在、ガオ住民の大半はソンガイ語 (en:Songhay languages) を話すが、ボゾ語 (en:Bozo languages) 、フルフルディ語 (en:Fulfulde language) などを話す少数派、およびトゥアレグ人、西のマリからやってきたベルベル人も存在する。
7回目のソンガイ芸術および文化フェスティバル (Festival des arts et cultures songhay) が2007年2月にガオで行われ、都市がソンガイ文化の中心地であることを示した。

## 観光
アスキアの墓（世界遺産）、市場などが知られている。
ガオは国際空港を一つ持ち、またトンブクトゥなどのニジェール川沿いの都市は雨季にはフェリーにて移動可能である。
数世紀の間、交通及び貿易のハブであったガオだが、観光業、特にニジェール川のクルーズは地元経済の重要な一部になっている。
また、首都バマコとの間に舗装道路が通じており、これによりガオはマリ東部の交通の要衝となった。この道路はさらに北へと延び、キダルを通ってアルジェリアへと通じるものの、この区間は2009年時点で全面未舗装となっている。

## 姉妹都市
- ティオンヴィル（フランス）

## 参考
1. 1 2 3  “GAO”.   Citypopulation.de (2017年7月26日). 2024年5月27日閲覧。
2. ↑  “Regions of Mali”.   Statoids (2016年1月25日). 2024年5月27日閲覧。
3. ↑  「サハラが結ぶ南北交流」（世界史リブレット60）p66　私市正年　山川出版社　2004年6月25日1版1刷
4. ↑  “用意周到準備見えぬ意図、邦人人質”. 読売新聞朝刊3面18版 (読売新聞社). (2013年1月18日)
5. ↑  “Mali: A scramble for power”.   The Muslim News (2012年4月8日). 2012年4月13日閲覧。
6. ↑  Tiemoko Diallo; Adama Diarra (2012年6月28日). “Islamists declare full control of Mali's north”. ロイター (ロイター) 2012年10月13日閲覧。
7. ↑  “仏軍、マリ北部に初の空爆=一部で武装勢力退却情報も”. 時事ドットコム (時事通信社). (2011年1月14日) 2013年1月14日閲覧。
8. ↑  Festival des arts et cultures Songhay: Un facteur d’épanouissement de la région de Gao, Les Echos du 14 février 2007
9. 1 2  「ニジェール　独立50年の全体像」p143　小倉信雄・久保環著　東京図書出版　2013年5月23日初版発行